# Tarnfarbe (Band)
Tarnfarbe ist eine deutsche Punkband. Die Band wurde bereits im Jahr 1982 (in der „Hochzeit“ des Deutschpunk) in Neuwied gegründet. Der Stil der Band war und ist (für eine deutsche Band dieser Zeit ungewöhnlich) hauptsächlich vom amerikanischen Hardcore und dem englischen 82er-Punk geprägt. Die 1984 auf dem Label Rat Records erschienene LP „Heroes of Today“ gilt als Meilenstein im deutschen Punkrock.

## Bandmitglieder
- Ralf Weidauer – Gesang, Bass (1983–2003)
- Michael Breiler – Gitarre (1982–1996), Bandgründer
- Guido Reich – Gitarre (1983–1984)
- Siggi Kuhl – Gesang (1983–1984)
- Stefan Ziehn – Bass (1985–1986 und von 87–88 Schlagzeug)
- Michael Müller – Gitarre (1996–2001)
- Fritz Bollmann – Gitarre (2001–2003)
- Willi (William) Faber – Schlagzeug (1982–1986, 1988–2003) Bandgründer

## Aktuelle Besetzung
- Ralf (Ralle) Weidauer – Gesang, Bass
- Michael (Micha) Müller – Gitarre
- Willi (William) Faber – Schlagzeug

## Diskografie

### Alben
- Heroes of Today (1984)
- Right Away into the Last Decade (1991)
- Vacant of Fortune (1992)
- Still War (1996)

### Samplerbeiträge
- V.A. Zivilcourage (1986)
- V.A. The Pleasures In Life
- V.A. Willkommen zur Alptraummelodie 3